# Десантне
Деса́нтне — село в Україні, у складі Вилківської міської громади в Ізмаїльському районі Одеської області. Населення становить 1816 осіб.

## Історія
Село засновано у 1779 році під назвою Галілешти (рум. Galilești) на місці великого маєтку османського полководця Гали–Абея. Українські поселенці, у тому числі козаки із колишньої Задунайської січі. У 1832 році в селі освячений храм на честь Покрова Божої Матері. 
Мешканці села брали активну участь у Татарбунарському селянському повстанні, інспірованому більшовиками проти румунської влади. У вересні 1924 року місцеві повстанці захопили владу в селі. Під час придушення повстання у Галілештах загинуло 18 осіб.
На передодні визволення від німецько-румунської окупації у липні 1944 року неподалік села висадилося 11 десантників на чолі з І. В. Бондаренком. Село звільнене 24 серпня 1944 року. У 1945 році, в пам'ять про подвиг десантників, Галілешти було перейменовано в село Десантне. У 1960-х роках на центральній площі села встановлений пам'ятник загиблим радянським десантникам.
На сьогоднішній день в селі функціонує Десантненська загальноосвітня середня школа І—ІІІ ступенів, в якій навчаються 220 учнів, та працює 24 педагоги. В селі збудований будинок культури на 300 місць. Працює сільська бібліотека, при будинку культури є народознавча кімната, де можна ознайомитися з багатою національною культурою села. Для наймолодших мешканців села працює заклад дошкільної освіти «Сонечко», працює відділення поштового зв'язку, а також мережа магазинів з продовольчими та промисловими товарами. Працює амбулаторія загальної практики сімейної медицини, та стаціонарне відділення для постійного та тимчасового місця перебування. На території села діє близько 40 фермерських господарств, 400 товаровиробників, які обробляють свої земельні наділи для ведення домашнього господарства, агрофірма «Рута».
12 червня 2020 року, відповідно до Розпорядження Кабінету Міністрів України від № 724-р «Про визначення адміністративних центрів та затвердження територій територіальних громад Одеської області», увійшло до складу Ренійської міської територіальної громади.

## Населення
Згідно з переписом 1989 року населення села становило 2004 особи, з яких 909 чоловіків та 1095 жінок.
За переписом населення 2001 року в селі мешкало 1789 осіб.

### Мова
Розподіл населення за рідною мовою за даними перепису 2001 року:
| Мова       | Відсоток |
| ---------- | -------- |
| українська | 88,55 %  |
| російська  | 7,6 %    |
| румунська  | 2,09 %   |
| циганська  | 0,72 %   |
| болгарська | 0,66 %   |
| гагаузька  | 0,17 %   |
| білоруська | 0,11 %   |

## Відомі люди
- Ткаченко Іван Валерійович (нар. 1964) — придністровський політик, міністр охорони здоров'я і соціального захисту.
- Гіржеу Руслан Станіславович (1994—2014) — український військовик, учасник війни на сході України.